# Andrea Bosic
Andrea Bosic (roj. Ignac Andrej Božič) slovenski filmski igralec, * 15. julij 1919, Gomilsko, Slovenija, † 9. januar 2012, Bologna, Italija.

## Kariera
Najbolje je znan po svojih vlogah v italijanskih »špageti vesternih«; igral je ob boku igralcev kot so John Phillip Law, Giuliano Gemma, Lee Van Cleef in Ivan Rassimov. Najbolj znana filma, v katerih je imel vidnejšo vlogo, sta bila »Sandokan Veliki (1963)« in »I Giorni dell'Ira (1967)«.